# 過勞死
過勞死（日语：過労死），源自日語 又稱勞死累死，是一種職業性的突然死亡，因過度劳动导致積勞成疾而死。其原因為由壓力引起的心臟病發作，或是長期疲倦所導致的中風致死。第一宗有紀錄的過勞死個案發生於日本，當中一名工作在日本最大的報紙公司二十九歲的海外運輸部男員工，在他工作期間突然中風身亡。事件最初不以為意，直到1980年代泡沫經濟破滅，同公司幾位較高職位的行政人員正值壯年，卻在沒有明顯疾病的情況下猝死。當地傳媒馬上針對事件報導，並很快把這種現象稱為「過勞死」。在1987年，由於過勞死現象受到大眾的廣泛關注，日本勞動省不得不就因工作猝死的人數作出統計。
台灣過勞死的現象在於資方濫用責任制，使員工不得不超時工作以免被遣散。2011年台灣為減低過勞死，開始讓員工超時工作的資方加以罰則，但被資方認為是妨礙投資。

## 容易诱发过劳死的工作生活习惯
- 上下班单程所耗时间超过两小时
- 平均每个月出遠差超过四次
- 因为经常长时间加班或经常泡夜店而几乎每天都在晚上10点以后回家，或者每星期都有两三天在午夜12点以后回家
- 平均每星期都有应酬并在应酬时大量饮酒
- 有较重的烟瘾
- 喜食油炸的食物
- 缺少户外运动，连出门散步都抽不出时间
- 与多数同事关系不睦
- 性格敏感易怒，常因细故与他人争执
- 遭到上司的強迫勞動而情绪长时间低落，难以平复

## 預防過勞死
- 法律明定每日、每週、每月之工作時數上限。
- 鼓勵員工適時休假，取消「不休假獎金」。
- 資方不要以責任制，成為讓員工無限制加班的藉口。
- 定期舉辦員工健康檢查。
- 調整企業文化，從「為公司賣命」，到「創造企業與個人雙贏局面」。
- 調整主管對於員工的心態:勤勞不是萬靈丹、有時甚至是毒藥，會傷害員工。
- 在不縮減人力及薪水之前提下，採用降低成本，提高效率的自動、半自動化工作系統。
- 政府單位確實執法，處罰常態性要求員工超時工作的不肖企業，最好以刑事責任對付不肖企業(如劉姍姍在美國因為虐傭而被羈押重判，但在臺灣就不會出事)。
- 改以就業為導向的經濟政策，完全就業可以增加員工對雇主的議價能力，避免過勞現象。
- 健康飲食，多運動，找真社工及治療師協助
- 把工作與生活分開並且妥善規劃時間，把時間分配在重要的人事物上，例如:家人、朋友

## 相關
- 疲倦
- 慢性疲勞症候群
- 工作狂、社畜
- 遊戲成癮 （短期內長時間遊玩電子遊戲，導致作息失常，進而猝死。）
- 996工作制

## 外部連結
- 認定再放寬　勞保局：過勞死不一定在工作場所 （页面存档备份，存于）
- 過勞死高危險群？！自我檢測是否”慢性疲勞” （页面存档备份，存于）
- 摆脱“过劳肥”有妙招 （页面存档备份，存于）
- （日語）http://www.karoushi.jp/ （页面存档备份，存于）
- "Karōshi" - 搜索 Google 圖書
- "過勞死" - 搜索 Google 圖書